# Orthotheciadelphus
Orthotheciadelphus là một chi rêu trong họ Hypnaceae.